# Vidhostice
Vidhostice jsou malá vesnice, část města Vroutek v okrese Louny. Nachází se asi 2,5 km na jih od Vroutku. V roce 2011 zde trvale žilo 100 obyvatel.
Vidhostice je také název katastrálního území o rozloze 5,05 km².

## Název
Název vesnice je odvozen ze jména Vidhost ve významu ves lidí Vidhostových, kteří svůj původ odvozují od stařešiny Vidhosta. Takové rodové vsi vznikaly brzy po slovanském osídlení. V historických pramenech se vyskytuje ve tvarech: de Widehoztutiz (1252), de Wydhosticz (1358), Wedhosticz (1369), Widhosticz (1384), Widhostczicz (1405), de Widhossczicz (1383), in villa Vidhostyczich (1388), in villa Wydhossticzich (1483), w Widhosticzych (1543), na Bydhostczych (1587), na Vidhosticích (1615), Widhostitz (1655) a Widhostitz nebo Widhossticze (1787).

## Historie
První písemná zmínka o Vidhosticích je z roku 1252, kdy byl vlastníkem vesnice vladyka Radim. Zdejší statek byl později v držení různých šlechtických rodů. Z roku 1384 pochází první zmínka o vidhostickém kostelu svatého Martina, který patřil pod děkanství ve Žluticích (roku 1791 byla obnovena vidhostická farnost). Roku 1440 patřily Vidhostice rytíři Aleši z Vidhostic. Až v roce 1543, kdy Vidhostice vlastnil Jiří Úlický z Plešnice, je prvně doložena zdejší tvrz. Později tvrz a dvůr vlastnili až do roku 1584 Údrčtí z Údrče. Údrčtí postavili novou tvrz, kterou jejich nástupci Nesslingerové ze Selchengrabenu po roce 1655 přestavěli v menší barokní zámek. V roce 1588 byly Vidhostice v majetku Radoslava Vchinského z Vchinic. Po konfiskacích vlastnil Vidhostice již výše zmíněný rod Nesslingerů a od roku 1704 hrabata Štampachové ze Štampachu. V 19. století vlastnila Vidhostice šlechtická rodina Riedla z Riedlsteinu a později Baernreiterů.
Na počátku 20. století měly Vidhostice 52 obydlených domů a 351 obyvatel, z toho 328 Němců a 23 Čechů. Fungovala zde dvoutřídní škola, poplužní dvůr a chmelnice. Až do správních reforem v druhé polovině 20. století patřily do okresu Podbořany. Barokní zámeček byl za komunistického režimu zbourán a na jeho místě byly vystavěny ocelové kolny. Část věže kostela svatého Martina se zřítila, ale byla opravena.

## Přírodní poměry
Vesnicí protéká Mlýnecký potok, který severovýchodně od vsi napájí Vidhostickou vodní nádrž, využívanou též jako chovný rybník. Rozloha nádrže je 24,25 hektarů.

## Obyvatelstvo
Při sčítání lidu v roce 1921 zde žilo 287 obyvatel (z toho 138 mužů), z nichž bylo 37 Čechoslováků a 250 Němců. S výjimkou tří evangelíků a šesti židů byli římskými katolíky. Podle sčítání lidu z roku 1930 měla vesnice 302 obyvatel: 101 Čechoslováků a 201 Němců. Kromě dvou evangelíků se hlásili k římskokatolické církvi.
|                                                    | 1869 | 1880 | 1890 | 1900 | 1910 | 1921 | 1930 | 1950 | 1961 | 1970 | 1980 | 1991 | 2001 | 2011 |
| -------------------------------------------------- | ---- | ---- | ---- | ---- | ---- | ---- | ---- | ---- | ---- | ---- | ---- | ---- | ---- | ---- |
| Obyvatelé                                          | 333  | 321  | 339  | 351  | 354  | 287  | 302  | 145  | 157  | 135  | 112  | 94   | 96   | 100  |
| Domy                                               | 44   | 46   | 50   | 52   | 52   | 53   | 55   | 53   | 65   | 31   | 31   | 35   | 38   | 35   |
| Počet domů z roku 1961 zahrnuje také domy Mukoděl. |      |      |      |      |      |      |      |      |      |      |      |      |      |      |

## Pamětihodnosti
- Pozdně barokní kostel svatého Martina pochází z roku 1791.[9]
- Pozůstatky tvrziště s příkopem

## Galerie

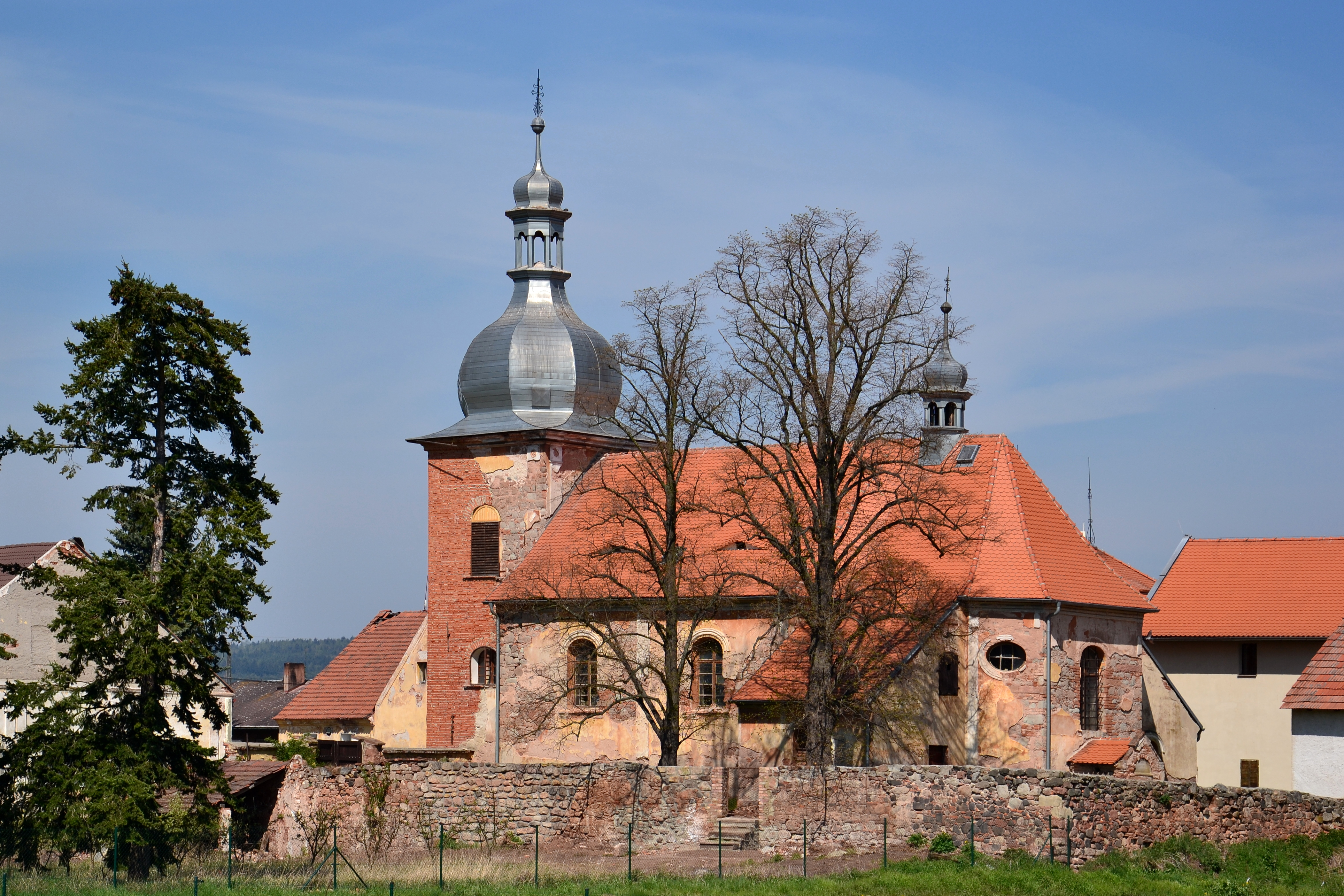
Kostel svatého Martina
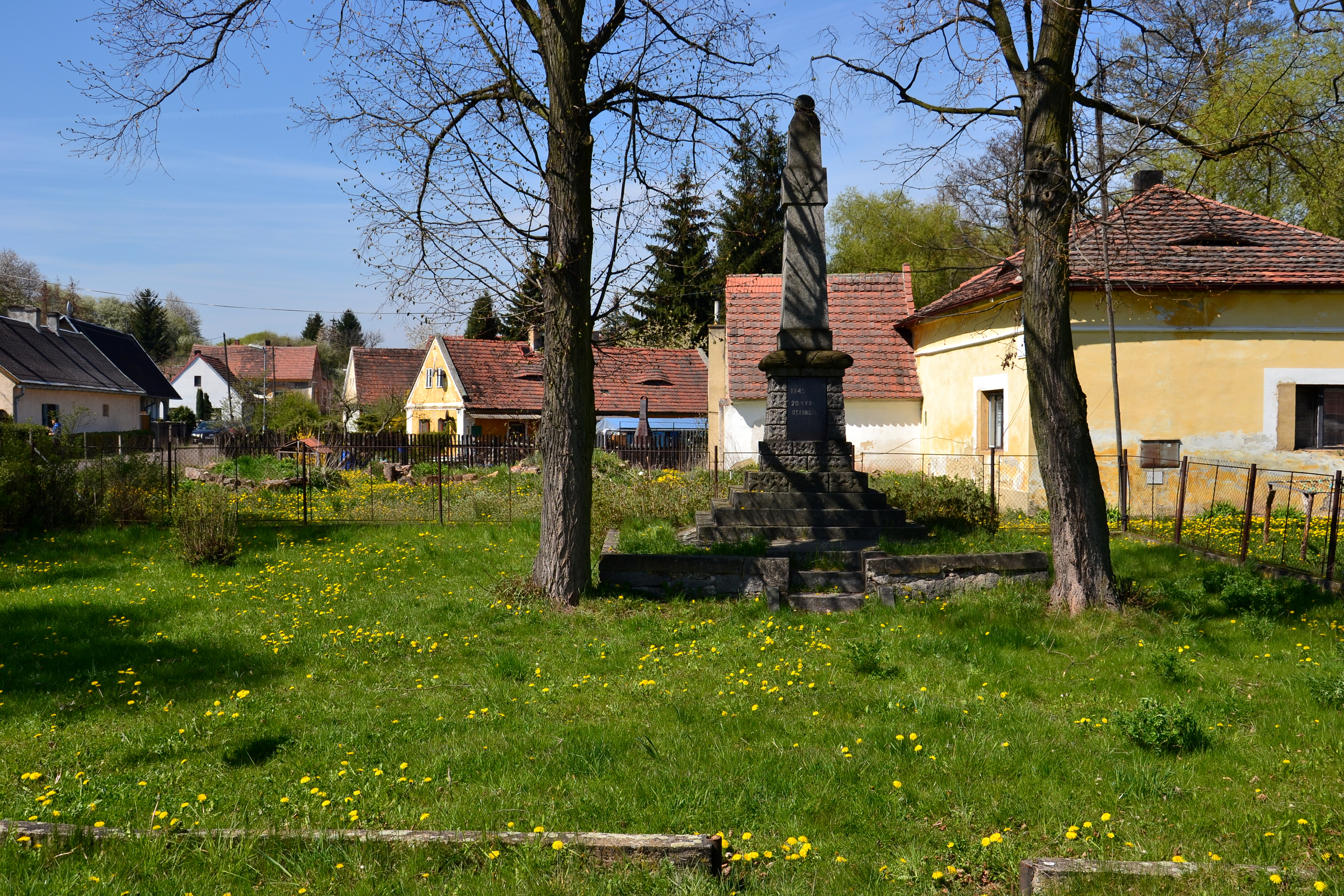
Pomník padlým
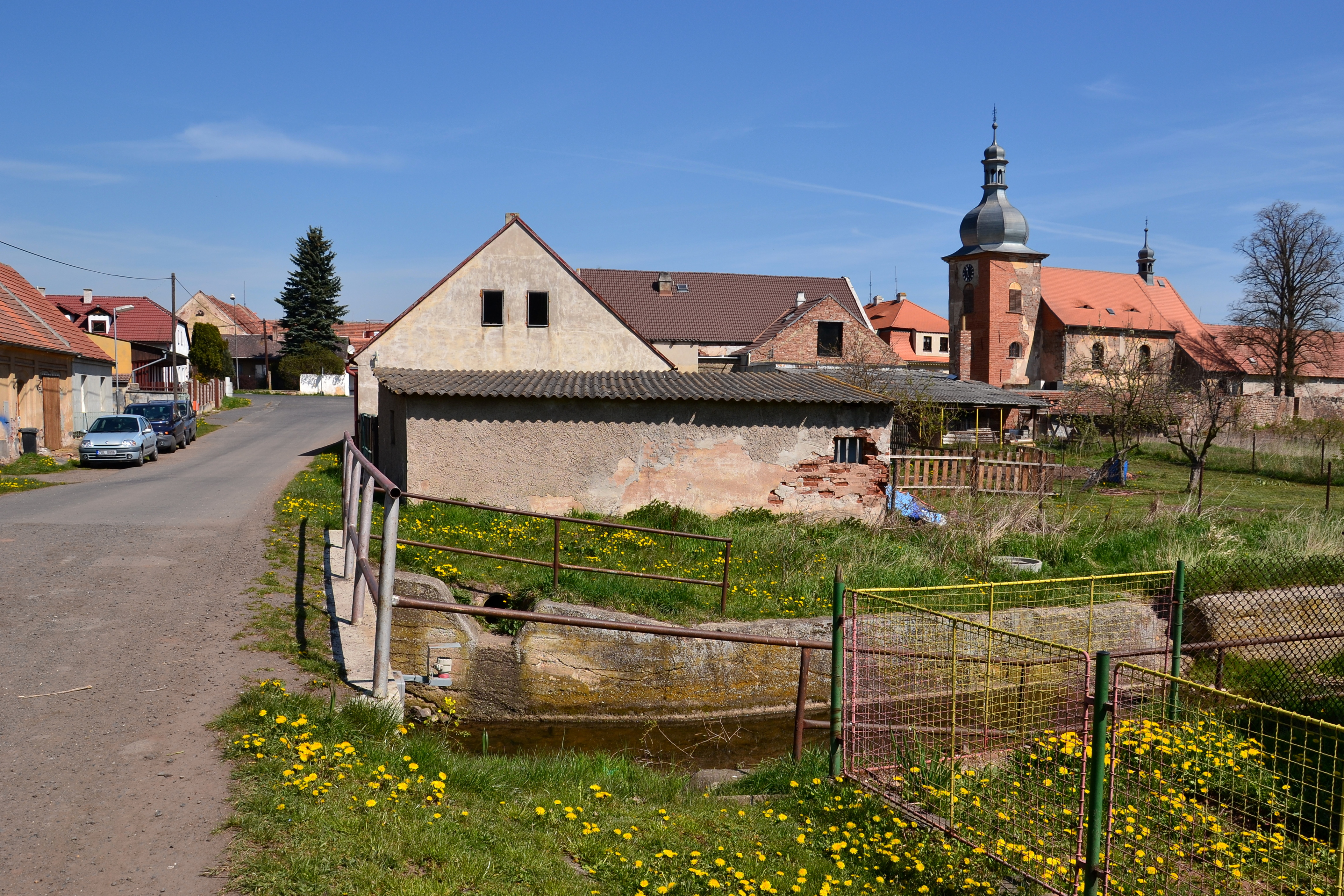
Pohled od Mlýneckého potoka ke kostelu
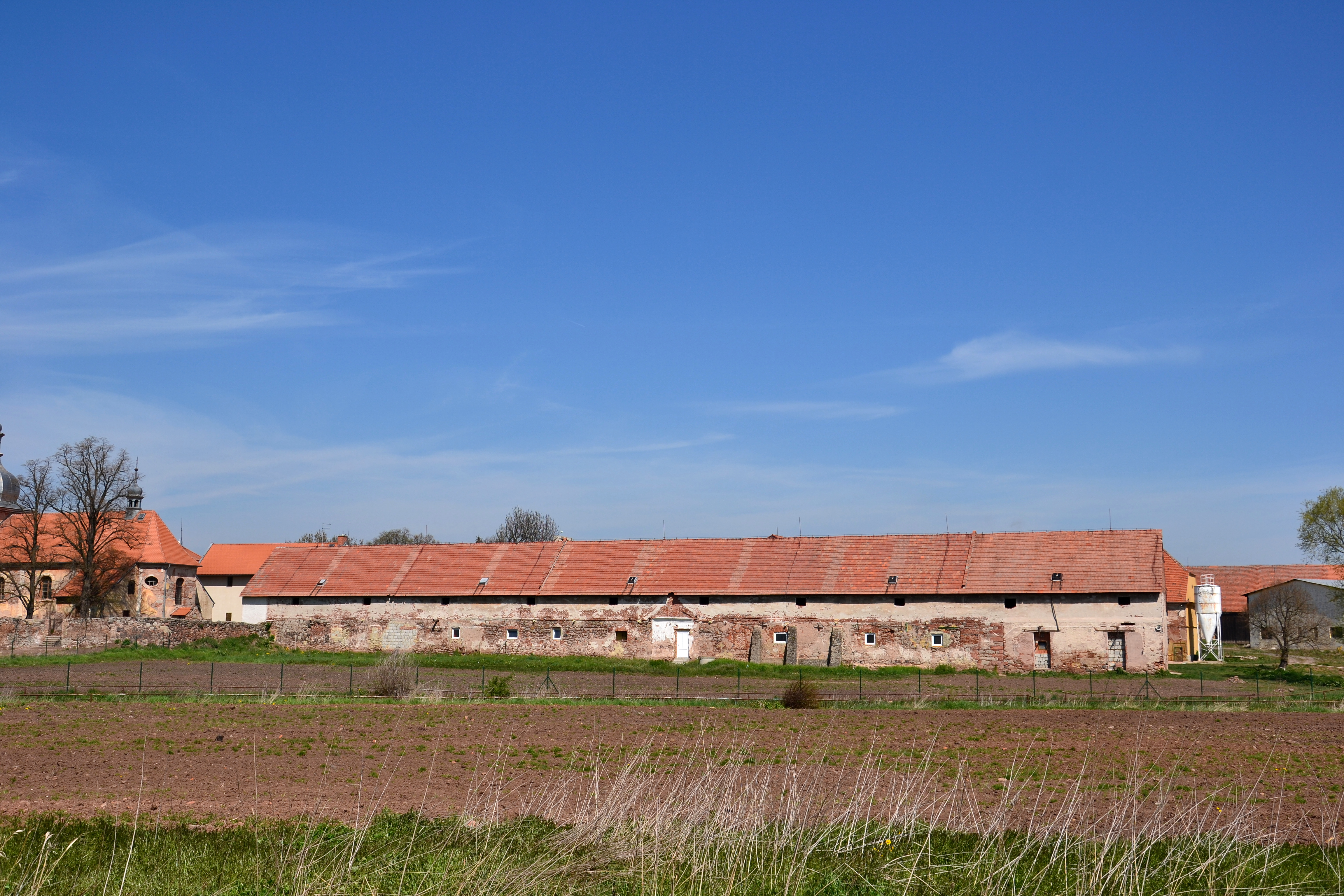
Budova zemědělského areálu východně od kostela
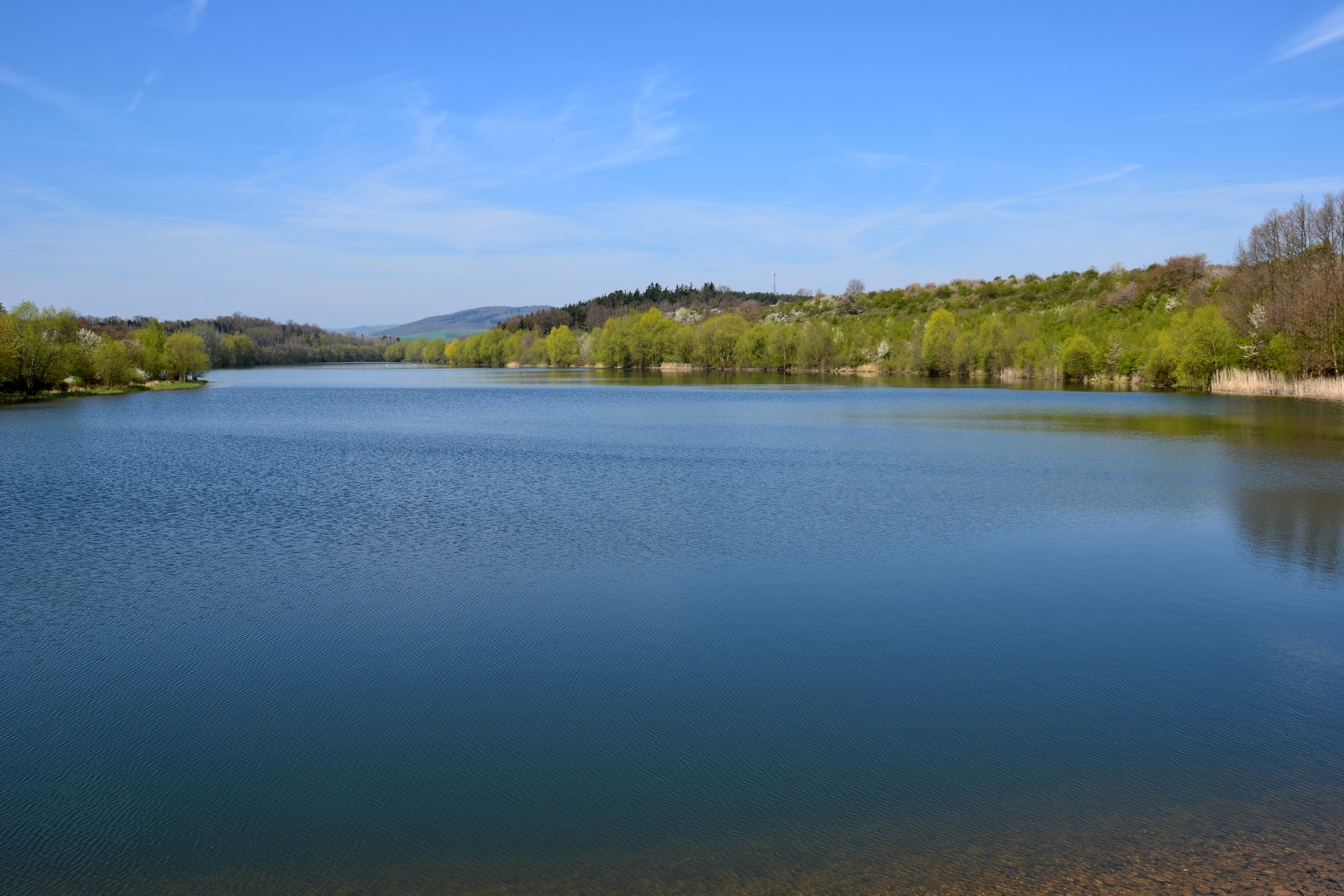
Vodní nádrž Vidhostice